# Francesca Sargolini
Francesca Sargolini est une enseignante-chercheuse professeur d'université en neurosciences cognitives, spécialisée dans le domaine de la cognition spatiale travaillant au sein de l'université d'Aix-Marseille.
En 2017, elle est lauréate de la médaille de bronze du CNRS.

## Biographie
Francesca Sargolini obtient un doctorat en neurosciences à l’Université Toulouse-III-Paul-Sabatier à Toulouse et un doctorat en psychobiologie et psychopharmacologie à l’université de Rome « La Sapienza » où elle reçoit le prix du meilleur doctorat de la spécialité. Elle complète sa formation avec un post-doctorat en Norvège dans le laboratoire de May-Britt Moser et Edvard Moser. Là, elle contribue à la découverte des cellules de grille dans une région du cerveau appelée cortex entorhinal », travaux pour lesquels May-Britt Moser et Edvard Moser recevront le prix Nobel de physiologie ou médecine en 2014.
Le 26 mars 2004, elle est nommée maître de conférences.
Depuis 2006, Francesca Sargolini travaille au laboratoire de neurosciences cognitives de Marseille. Habilitée à diriger des recherches, elle est l'une des responsables du master de neurosciences.
Ses travaux de recherche, « régulièrement valorisées dans des revues de haute qualité » lui ont valu de devenir membre de  l’Institut universitaire de France dans le domaine Neurosciences-Cognition-Neurophysiologie.
En avril 2018, elle est l'une des signataires de l'appel d'universitaires « qui s'insurgent de la répression à l’œuvre dans les campus » puis de la « menace de grève illimitée et de blocage des examens ».
En 2019, elle dirige l’équipe « Cognition spatiale » qui recherche notamment à comprendre le fonctionnement du sens de l'orientation ou encore « comment s’y prend notre cerveau pour nous permettre de nous déplacer en sachant toujours où nous sommes et vers où nous allons ? », travaux publiés dans la revue scientifique Nature Communications et exposés dans la revue du CNRS.
Le 28 octobre 2019, elle est nommée professeur des universités et affectée à l'université d'Aix-Marseille.

## Publications
Francesca Sargolini a publié de nombreux articles cités dans Google Scholar.

## Distinctions
En 2017, Francesca Sargolini reçoit la médaille de bronze du CNRS.
Elle est élue membre du conseil d'administration de la Société des neurosciences pour la période 2019-2021.